# Judith Bloem
Judith Bloem (29 juli 1990) is een Nederlands weg- en baanwielrenster. In 2015 won ze het omnium tijdens de Nederlandse kampioenschappen baanwielrennen.

## Belangrijkste resultaten

### Baanwielrennen
| Jaar      | NK                                           | EK        | WK        | Overig    |           |
| Als elite | Als elite                                    | Als elite | Als elite | Als elite | Als elite |
| --------- | -------------------------------------------- | --------- | --------- | --------- | --------- |
| 2013      | puntenkoers                                  |           |           |           |           |
| 2014      |                                              |           |           |           |           |
| 2015      | omnium, ploegenachtervolging · achtervolging |           |           |           |           |
| 2016      | puntenkoers, ploegenachtervolging            |           |           |           |           |
| 2017      | ploegenachtervolging                         |           |           |           |           |
| 2018      |                                              |           |           |           |           |
| 2019      |                                              |           |           |           |           |